# Dactylolabis hortensia
Dactylolabis hortensia är en tvåvingeart som först beskrevs av Alexander 1914.  Dactylolabis hortensia ingår i släktet Dactylolabis och familjen småharkrankar. Inga underarter finns listade i Catalogue of Life.